# Karl-Heinz Menzen
Karl-Heinz Menzen (* 1942 in Bonn) gilt als einer der Initiatoren der deutschen Kunsttherapie zu Beginn der 1980er Jahre. Er errichtet 1982 eine der ersten deutschen Weiterbildungen für Kunsttherapie an  der kulturpädagogischen Arbeitsstelle für Weiterbildung der Hochschule der Künste Berlin, war Jahre später Gastprofessor für Kunst und Therapie bei Peter Gorsen an der Hochschule für Angewandte Kunst in Wien, gründet das Österreichische Kolleg für Kunsttherapie, wurde 1999 zum Professor für Kunst und Therapie an die Hochschule für Bildende Künste in Dresden berufen und ist Jahre später wieder an Katholischen Fachhochschule Freiburg, um hier in seinem neuen Schwerpunkt Kunsttherapie mit Demenzkranken sowohl an der Neurologischen Klinik Elzach wie in verschiedenen gerontopsychiatrischen Abteilungen, zum Beispiel dem Zentrum für Gerontologie und Geriatrie Freiburg, mit demenzkranken Menschen künstlerisch tätig zu sein. Jahrelang betreute er die Theaterwerkstatt Thíkwa für Menschen mit Behinderung als Supervisor. Schwerpunkte seiner Arbeit sind derzeit Altern und Behinderung sowie die Anwendung der Neuro-Ästhetik auf die Rehabilitation.

## Kurzbiografie
Nach Abschlüssen in Philosophie, Theologie und Psychologie, nach Assistenzjahren bei dem Professor für Psychologie und Psychoanalytiker Wolfgang Hochheimer, Begründer der deutschen Wilhelm-Reich-Gesellschaft, nach seiner Doktorarbeit über „Entwürfe subjektiver Totalität“ bei dem Adorno-Freund und Mitbegründer der Humanistischen Union Ulrich Sonnemann, einer Arbeit, die den Bezug der Ästhetik des deutschen Idealismus und der romantischen Medizin herstellt, nach 7-jähriger Psychoanalyse bei dem Vorsitzenden der Internationalen Gesellschaft der Jungschen Analytiker, Hans Dieckmann – ist er heute Professor für Kunsttherapie und Rehabilitation an der Hochschule für Kunsttherapie Nürtingen. Als Psychotherapeut ist er nach dem Psychotherapiegesetz bei der ARGE für Kunsttherapie und Supervision in Wien gemeldet und tätig. Für das Caritas. Team Lebensgestaltung supervidiert er durch Fortbildungen die Atelierarbeit in der Werkstatt Benedikt.

## Funktionen
- Professor für Kunst und Rehabilitation an der Hochschule für Kunsttherapie Nürtingen
- Wissenschaftlicher Leiter Österreichisches Kolleg für Kunsttherapie
- Leitung des Zusatzlehrprogramms Sozial- und Heilpädagogische Kunsttherapie an der Katholischen Hochschule Freiburg
- Vorstandsmitglied (Öffentlichkeitsreferent) an der Deutschen Gesellschaft für Künstlerische Therapieformen (DGKT e.V.)
- Mitherausgeber der Zeitschrift Kunst und Therapie
- Ehrenmitglied im Österreichischen Fachverband für Kunst- und GestaltungstherapeutInnen – kurz ÖFKG
- Leitung des Masterlehrganges „Kunsttherapie“ an der Sigmund-Freud-Universität Wien[2]

## Veröffentlichungen
- Heilpädagogische Kunsttherapie. Methode und Praxis Freiburg: Lambertus, 1994
- Kunsttherapie mit altersverwirrten Menschen (2. Aufl.). München: Reinhardt, 2008
- Das Bild in Kunst, Pädagogik und Therapie. Berlin: Lit, 2008
- Grundlagen der Kunsttherapie (3. Aufl.). UTB, München: Reinhardt UTB, 2009
- Kunsttherapie in der sozialen Arbeit, Verlag Modernes Lernen, 2012[3][4]
- Künstlerische Therapien im sozialen Brennpunkt: Ein Leitfaden zur Institutionalisierung kunsttherapeutischer Arbeit, Verlag Modernes Lernen, 2014[5]
- Kunsttherapie in der Förder- und Heilpädagogik: Neurobiologische Grundlagen. Universitätsverlag Winter GmbH, Heidelberg. 2016
- Heil-Kunst: Entwicklungsgeschichte der Kunsttherapie (Kultur – Kunst – Therapie, Band 1). Verlag Karl Alber, 2017
- Das Vor- und Unbewusste: Im Zentrum der inneren Bilder. Pabst Science Publishers, 2019
- Drei auf einer Bank: Ein Neurologe, ein Kunst- und ein Quantentheoretiker im Gespräch über Funktion und Wirkung der Bilder und über ein Fach, das Neuro-Ästhetik heißt. Turia + Kant, 2019
- Die Archäologie der Kunsttherapie: Modelle der psychischen Rekonstruktion in der bildnerischen Arbeit mit Patient*innen.   Pabst Science Publishers, 2020
- Neurologie für bild- und Künstlerische Therapeut*innen: Der Stoff, aus dem die Bilder sind. Richter, C; New Edition, 2022